# هیوندای پراید
هیوندای پراید (به انگلیسی: Hyundai Pride) یک کشتی است که طول آن ۳۶۶٫۵ متر (۱٬۲۰۲ فوت) می‌باشد. این کشتی در سال ۲۰۱۴ ساخته شد.